# Sisyrinchium funereum
Sisyrinchium funereum är en irisväxtart som beskrevs av Eugene Pintard Bicknell. Sisyrinchium funereum ingår i släktet gräsliljor, och familjen irisväxter. Inga underarter finns listade i Catalogue of Life.